# Herb Ponieca
Herb Ponieca – jeden z symboli miasta Poniec i gminy Poniec w postaci herbu. Wizerunek herbowy pochodzi z XVI wieku.

## Wygląd i symbolika
Herb przedstawia dwie czworoboczne wieże stojące na ziemi z sobą nie połączone, nie posiadające bram. W murach baszt znajdują się poszczególne rzędy kamieni z ciosów. W górnej części każdej baszty mieszczą się okna. Na basztach dachy namiotowe pokryte dachówką o kształcie romboidalnym. Na szpicu każdego dachu gałka ponad którą chorągiewka umieszczona na krótkiej żerdzi obrócona w lewą stronę (heraldycznie). W przestrzeni między dachami widnieje gwiazda o sześciu ramionach. 